# Giovanni Guidiccioni
Giovanni Guidiccioni (Lucca, 25 febbraio 1500 – Macerata, 26 luglio 1541) è stato un poeta e vescovo cattolico italiano.

## Biografia
Studiò a Bologna, a Pisa, a Padova – dove conobbe Pietro Bembo – e a Ferrara, laureandosi nel 1525.
Nel 1527 lo zio, Bartolomeo Guidiccioni, lasciò in suo favore il proprio impiego tenuto a Parma alla corte del cardinale Alessandro Farnese; nel 1530 è a Bologna in occasione dell'incoronazione di Carlo V da parte di papa Clemente VII, dove conosce il Trissino, Francesco Maria Molza e Veronica Gambara.
Divenuto il 12 ottobre 1534 Alessandro Farnese papa con il nome di Paolo III, Giovanni viene nominato vescovo di Fossombrone e, l'anno successivo, nunzio apostolico alla corte di Carlo V. Nominato nell'agosto del 1537 presidente della Provincia Romandiolæ (la Romagna), si avvalse della collaborazione di Annibal Caro.
Come presidente della Romagna, volle l'istituzione della magistratura dei Novanta Pacifici nella città di Forlì, che era allora dilaniata da conflitti tra le principali famiglie: lo scopo della nuova magistratura era, come dice il nome, di pacificare la città, cosa che sostanzialmente venne realizzata.

## Genealogia episcopale
La genealogia episcopale è:
- Cardinale Girolamo Grimaldi
- Arcivescovo Martinho de Portugal
- Arcivescovo Alfonso Oliva, O.S.A.
- Vescovo Giovanni Guidiccioni

## Opere
- Oratione di monsignor Guidiccione alla republica di Lucca, con alcune rime del medesimo, Lorenzo Torrentino, Firenze, 1557
- Rime e prose di M. Giovanni Guidiccione ora la prima volta insieme raccolte, Napoli, 1720
- Opere di Giovanni Guidiccioni, raccolte dalle più antiche edizioni e da' manoscritti, ora la prima volta pubblicate, Genova, 1767
- Orazione ai nobili di Lucca, a cura di Carlo Dionisotti, Adelphi, Milano, 1994